# Фред Юссі
Фред Юссі (ест. Fred Jüssi; 29 січня 1935, Аруба, Нідерландські Антильські острови — 1 грудня 2024) — естонський біолог, письменник та фотограф.
Юссі був одним з найвідоміших у Естонії людей, які пишуть, виступають та популяризують природу.